# Raigaste
Raigaste är en ort i Estland. Den ligger i Rõngu kommun och landskapet Tartumaa, i den södra delen av landet, 170 km sydost om huvudstaden Tallinn. Raigaste ligger 93 meter över havet och antalet invånare är 106.
Terrängen runt Raigaste är platt. Runt Raigaste är det glesbefolkat, med 9 invånare per kvadratkilometer. Närmaste större samhälle är Elva, 15,5 km nordost om Raigaste. Omgivningarna runt Raigaste är en mosaik av jordbruksmark och naturlig växtlighet.